# The Classic Symptoms of a Broken Spirit
The Classic Symptoms of a Broken Spirit es el décimo álbum de estudio de la banda británica de metalcore Architects. Se lanzó el 21 de octubre de 2022 a través de Epitaph Records. El álbum fue producido por Dan Searle y Josh Middleton. Este es el último álbum que presenta al guitarrista principal Josh Middleton antes de su salida de la banda en mayo de 2023.

## Lanzamiento y promoción
El 20 de abril de 2022, la banda lanzó el nuevo sencillo "When We Were Young" junto con un video musical que lo acompaña. La canción se estrenó en Future Sounds de BBC Radio 1 con Clara Amfo, junto con una entrevista posterior con Sam Carter. El 12 de julio, Architects dio a conocer el sencillo "Tear Gas" y su correspondiente video musical. Al mismo tiempo, inesperadamente anunciaron el álbum en sí, la portada del álbum, la lista de canciones y la fecha de lanzamiento. El 30 de agosto, se lanzó el tercer sencillo "Deep Fake". El 11 de octubre, una semana antes del lanzamiento del álbum, la banda lanzó el cuarto sencillo "A New Moral Low Ground" junto con un video musical.

## Lista de canciones
Todas las letras escritas por Dan Searle, toda la música compuesta por Architects. 
| N.º | Título                      | Duración |  |
| 1.  | «Deep Fake»                 | 3:33     |  |
| 2.  | «Tear Gas»                  | 4:17     |  |
| 3.  | «Spit the Bone»             | 3:32     |  |
| 4.  | «Burn Down My House»        | 4:19     |  |
| 5.  | «Living Is Killing Us»      | 3:41     |  |
| 6.  | «When We Were Young»        | 3:13     |  |
| 7.  | «Doomscrolling»             | 4:21     |  |
| 8.  | «Born Again Pessimist»      | 3:31     |  |
| 9.  | «A New Moral Low Ground»    | 3:31     |  |
| 10. | «All the Love in the World» | 4:01     |  |
| 11. | «Be Very Afraid»            | 4:20     |  |

## Posicionamiento en lista
| Lista (2022)                           | Posición |
| -------------------------------------- | -------- |
| Alemania (Offizielle Top 100)          | 12       |
| Australian Albums (ARIA)               | 8        |
| Austria (Ö3 Austria)                   | 24       |
| Bélgica (Ultratop flamenca)            | 70       |
| Bélgica (Ultratop valona)              | 200      |
| Escocia (Scottish Albums Chart)        | 12       |
| Reino Unido (UK Albums Chart)          | 18       |
| Reino Unido (UK Independent Albums)    | 5        |
| Reino Unido (UK Rock & Metal Albums)   | 1        |
| Suiza (Schweizer Hitparade)            | 17       |
| US Top Album Sales (Billboard)         | 38       |
| US Top Current Album Sales (Billboard) | 31       |
| US Top Hard Rock Albums (Billboard)    | 24       |

## Personal
Architects
- Sam Carter – Voz
- Alex Dean – Bajo y teclados
- Dan Searle – Batería y programación
- Adam Christianson – Guitarra rítmica
- Josh Middleton – Guitarra líder y coros